# TTXGP
 (décembre 2017).
Si vous disposez d'ouvrages ou d'articles de référence ou si vous connaissez des sites web de qualité traitant du thème abordé ici, merci de compléter l'article en donnant les références utiles à sa vérifiabilité et en les liant à la section « Notes et références ».

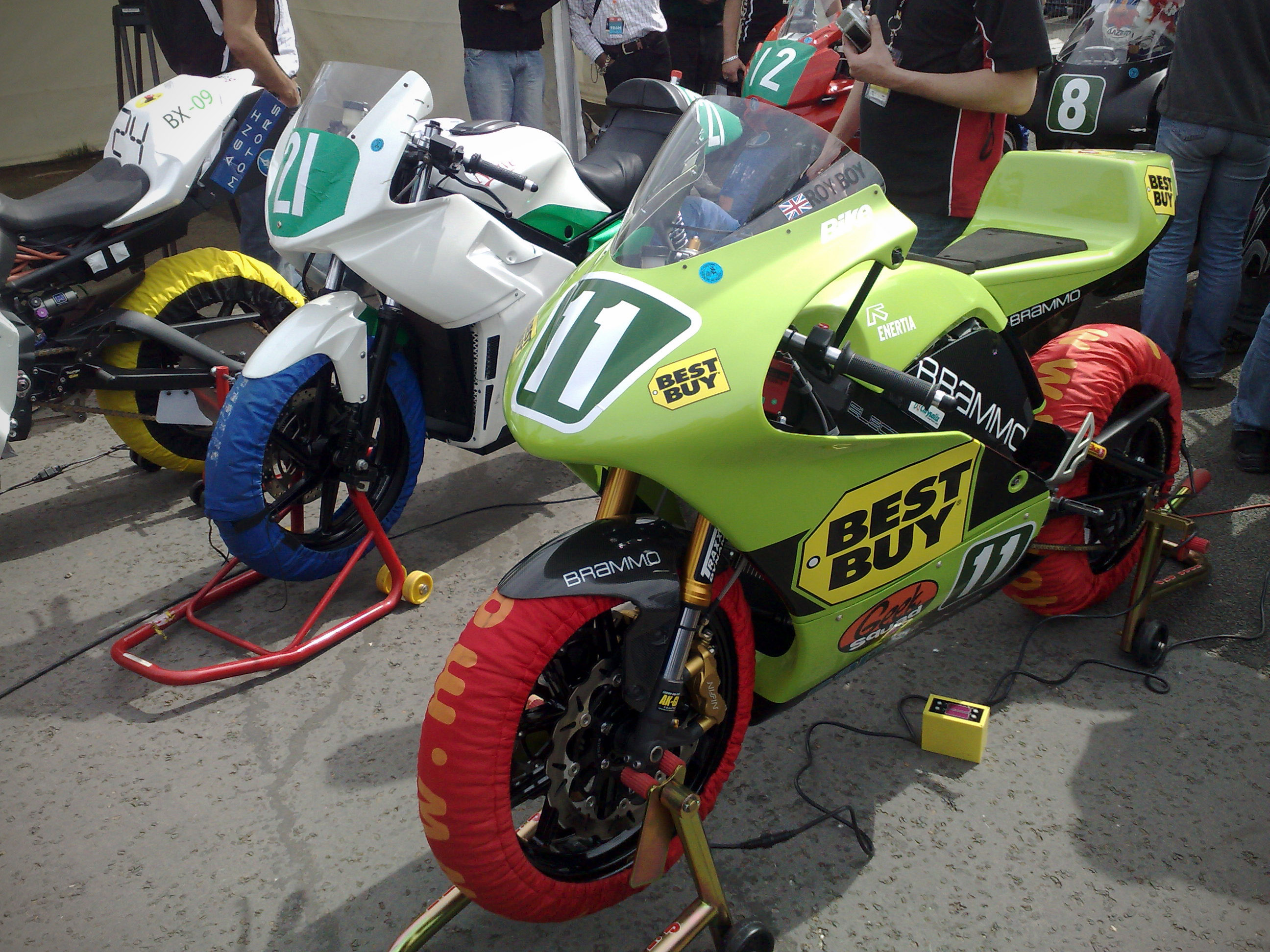
Les motos du TTXGP en attente de leur première séance d'essais à l'île de Man, 2009

TTXGP, pour « Time Trial Xtreme Grand Prix », est un évènement motocycliste innovant en 2009 au Tourist Trophy de l'île de Man. Il s'agit d'une course moto de 60,725 km, soit un tour du circuit de Snaefell Mountain (en), avec des engins fonctionnant avec une autre énergie que les hydrocarbures.
La catégorie professionnelle comprend quatre sortes d'engins :
- 3a pour les prototypes avec accumulateurs ;
- 3b pour les engins nécessitant optionnellement une batterie ou accumulateur ;
- 3c pour les moteurs à combustion interne sans hydrocarbure, peut-être l'hydrogène ;
- 3d pour les engins hybrides.

La seconde catégorie englobe les autres compétiteurs avec pour contrainte un poids fixé entre 100 et 300 kg.
Les qualifications exigent que ces engins puissent dépasser le seuil des 50 min à une vitesse d'environ 72 km/h sur un tour du circuit sans stopper.